# Vánoční a noční sny
Vánoční a noční sny (2000) je album písniček Jaroslava Uhlíře (hudba) a Zdeňka Svěráka (texty) z televizního pořadu Hodina zpěvu. Obsahuje 16 písniček, které zpívají autoři spolu s dětským sborem Sedmihlásek a s hosty.

## Seznam písniček
1. „Vánoce, ach Vánoce“ – 1:52
2. „Tajná místa“ – 3:10
3. „Strašidýlko Emílek“ – 2:04
4. „Poníci“ – 3:11
5. „Spím, to se mám“ – 1:33
6. „Jaromil“ – 3:10
7. „Sníh, bílé potěšení“ – 2:18
8. „Jedličky“ – 2:45
9. „Světové Vánoce“ – 3:29
10. „Černý deštník“ – 2:25
11. „Bumbrlíček“ – 2:15
12. „Tatínku, lehce“ – 1:56
13. „Když na les padá sníh“ – 2:54
14. „Těšení“ – 1:28
15. „Radujte se, zvířata“ – 2:18
16. „Láska hory přenáší“ – 2:30

## Účinkují

### Zpívají
- Zdeněk Svěrák
- Jaroslav Uhlíř
- dětský sbor Sedmihlásek (sbormistři Hana a Vít Homérovi)
- Bára Šmídová (13)
- Bára Šupová (2, 6, 7, 13)
- Eliška Uhlířová (12, 13, 15)

### Hrají
- Uhlíř & syn
  - Jaroslav Uhlíř – klavír (1–15), foukací harmonika (4, 7), kazoo (11, 15), brumle (9)
  - Štěpán Uhlíř – kytara (1–3, 5–13, 15)
  - Zdeněk Kánský – baskytara (1–6, 8, 11, 15)
  - Ondřej Štajnochr – kontrabas (7, 9, 12, 13)
  - Marek Umáčený – bicí (1–3, 5–9, 11–13, 15)
- hosté
  - Filharmonie města Prahy (4, 6, 7, 12)
  - Laco Déczi – trubka (3, 11)
  - Zuzana Dostálová – violoncello (10)
  - František Havlíček – tenorsaxofon (3, 11)
  - Ivan Orcígr – hoboj (4, 9)
  - Pavel Růžička – kytara (7)
  - Václav Sýkora – flétna (4, 5, 9)
  - Štěpán Škoch – sopránsaxofon (6)
  - Richard Tilp – banjo (1, 9)
  - Rudolf Rokl a FISYO (16)